# Hansol-dong
Hansol-dong (koreanska: 한솔동) är en stadsdel i staden Sejong, Sydkorea. Den ligger 120 km söder om huvudstaden Seoul.